# 1992년 하계 올림픽 그리스 선수단
1992년 하계 올림픽 그리스 선수단(그리스어: Συμμετοχή της Ελλάδας στους Θερινούς Ολυμπιακούς Αγώνες 1992)은 1992년 7월 25일부터 8월 9일까지 스페인 바르셀로나에서 열린 1992년 하계 올림픽에 참가한 올림픽 그리스 선수단이다.

## 메달 집계

### 메달리스트
| 메달 | 이름          | 종목 | 세부 종목      |
| ---- | ------------- | ---- | -------------- |
|      | 피로스 디마스 | 역도 | 남자 -82.5kg   |
|      | 불라 파툴리두 | 육상 | 여자 100m 허들 |